# Brooklyn Crossing
Brooklyn Crossing, auch 18 Sixth Avenue, ist ein 162 m hoher Wolkenkratzer im Stadtbezirk Brooklyn in New York City, Vereinigte Staaten. Er ist das höchste Gebäude im 8,9 Hektar (22 Acre) umfassenden Gewerbe- und Wohnbauprojekt Pacific Park.

## Beschreibung
Das Gebäude steht an der Westecke der Kreuzung Flatbush Avenue und 6th Avenue im Stadtteil Prospect Heights an der Grenze zu Fort Greene. Direktes Nachbargebäude ist die 2012 eröffnete Veranstaltungshalle Barclays Center, sie ist unter anderem die Heimarena des Basketballteams Brooklyn Nets. Wenige Meter westlich befinden sich die Station Atlantic Avenue–Barclays Center der New York City Subway mit den Linien  und der Bahnhof Atlantic Terminal der Long Island Rail Road (LIRR).
Brooklyn Crossing wurde vom Architekturbüro Perkins Eastman entworfen und von 2019 bis 2022 errichtet. Bauherren und Bauentwickler waren mit einem Joint Venture die Unternehmen Greenland USA und The Brodsky Organization. Der Wolkenkratzer ist 162,1 Meter (532 Fuß) hoch und hat 51 Etagen. Das Gebäude hat einen sechsgeschossigen Sockel, der in Anlehnung der Brownstone-Häuser in der Nachbarschaft mit Ziegelstein verkleidet ist. Darüber erhebt sich mit zwei Rücksprüngen der Wohnturm mit leicht abgewinkelten Glas-Vorhangfassaden. Brooklyn Crossing beherbergt 858 Mietwohnungen, davon 258 mit Mietminderung. Den Bewohnern stehen ein Portier, Concierge-Service, Fitnesscenter, Kinderspielplatz, ein Pool und eine Sky-Lounge auf der Dachterrasse, weitere Terrassen auf den Rücksprüngen, Bürosuiten und Bibliothekslounge zur Verfügung. Die Fitnessstudiokette „Life Time“ belegt mit 3300 Quadratmeter die ersten drei Stockwerke des Gebäudes.

## Ansichten

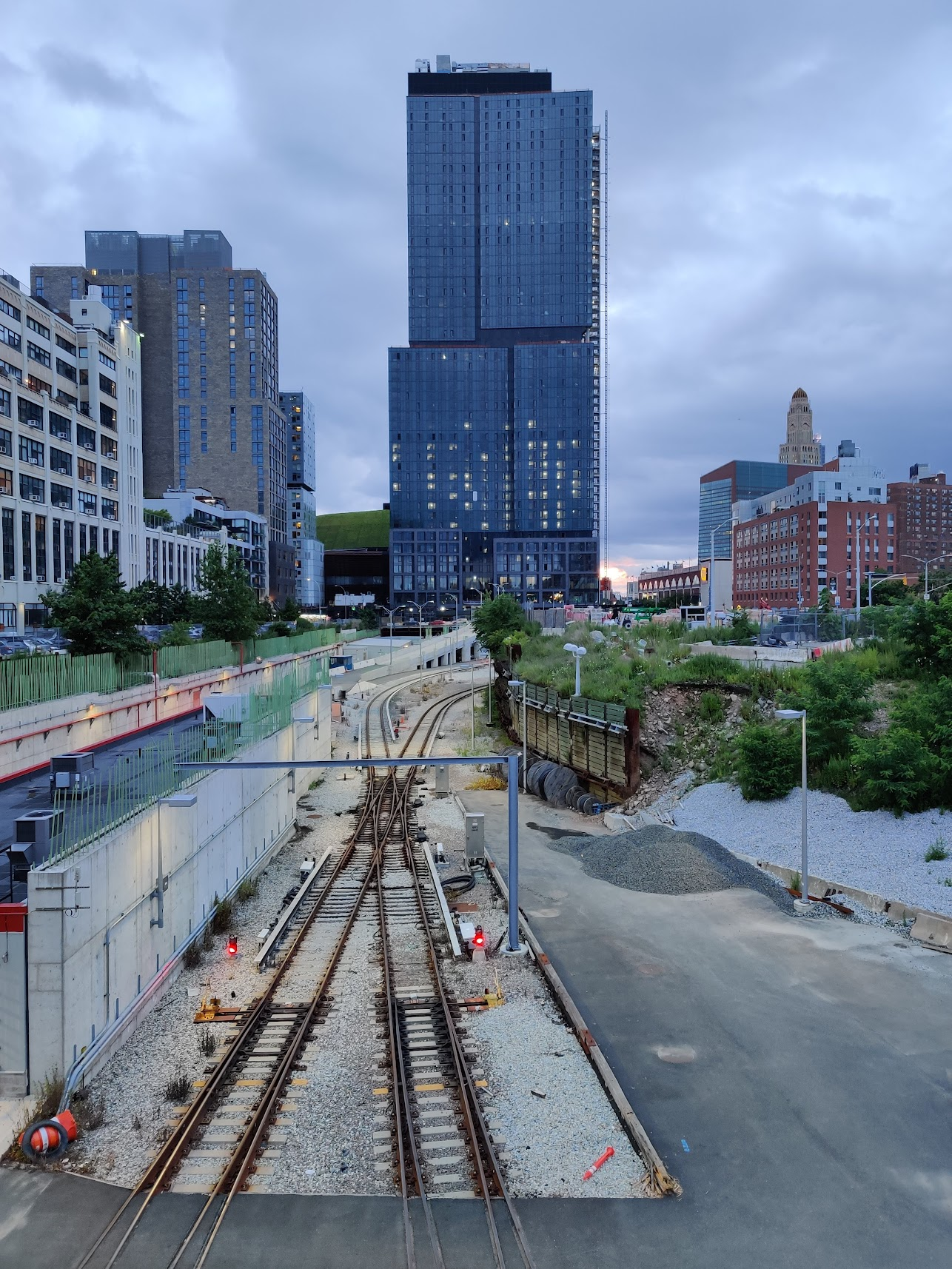
Ansicht von Osten 2024
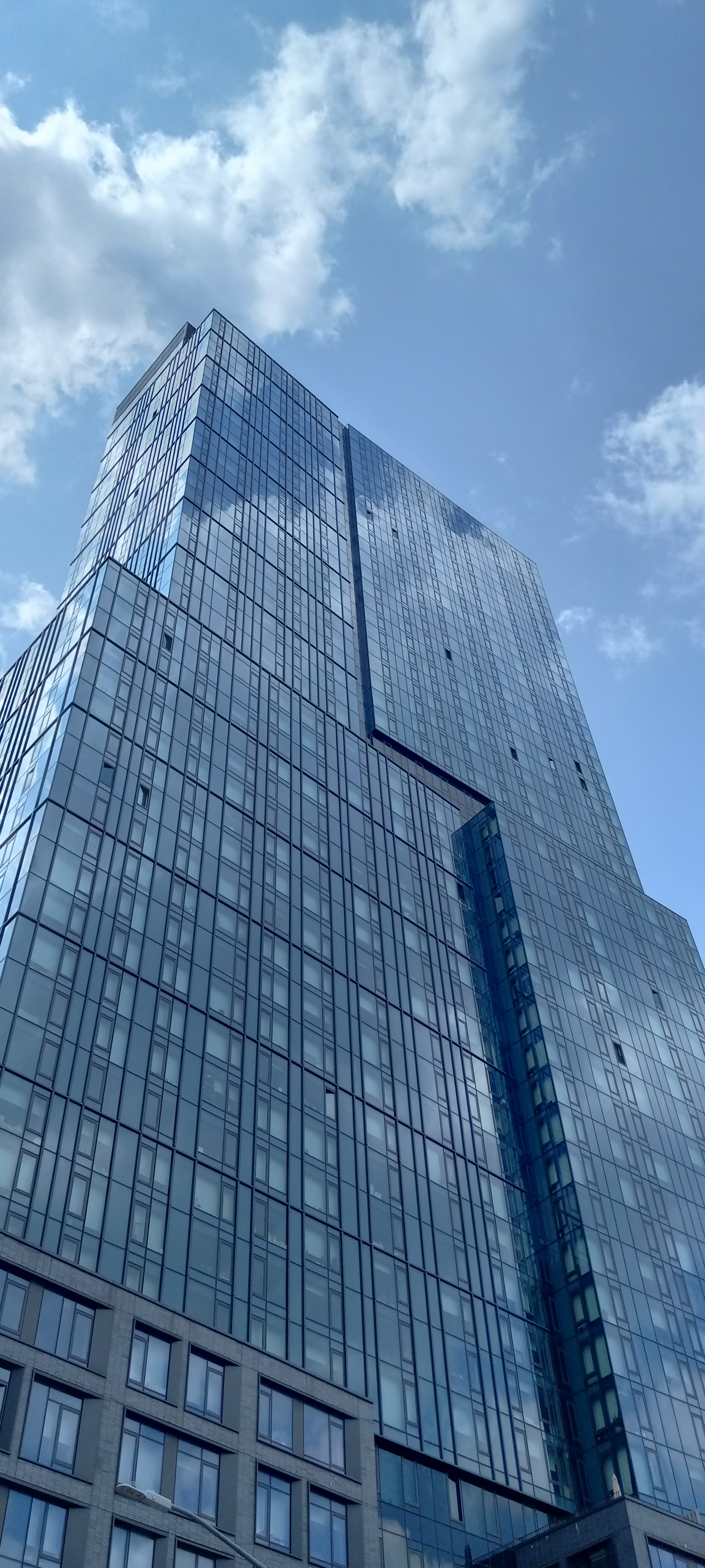
Blick auf die Glasfassade
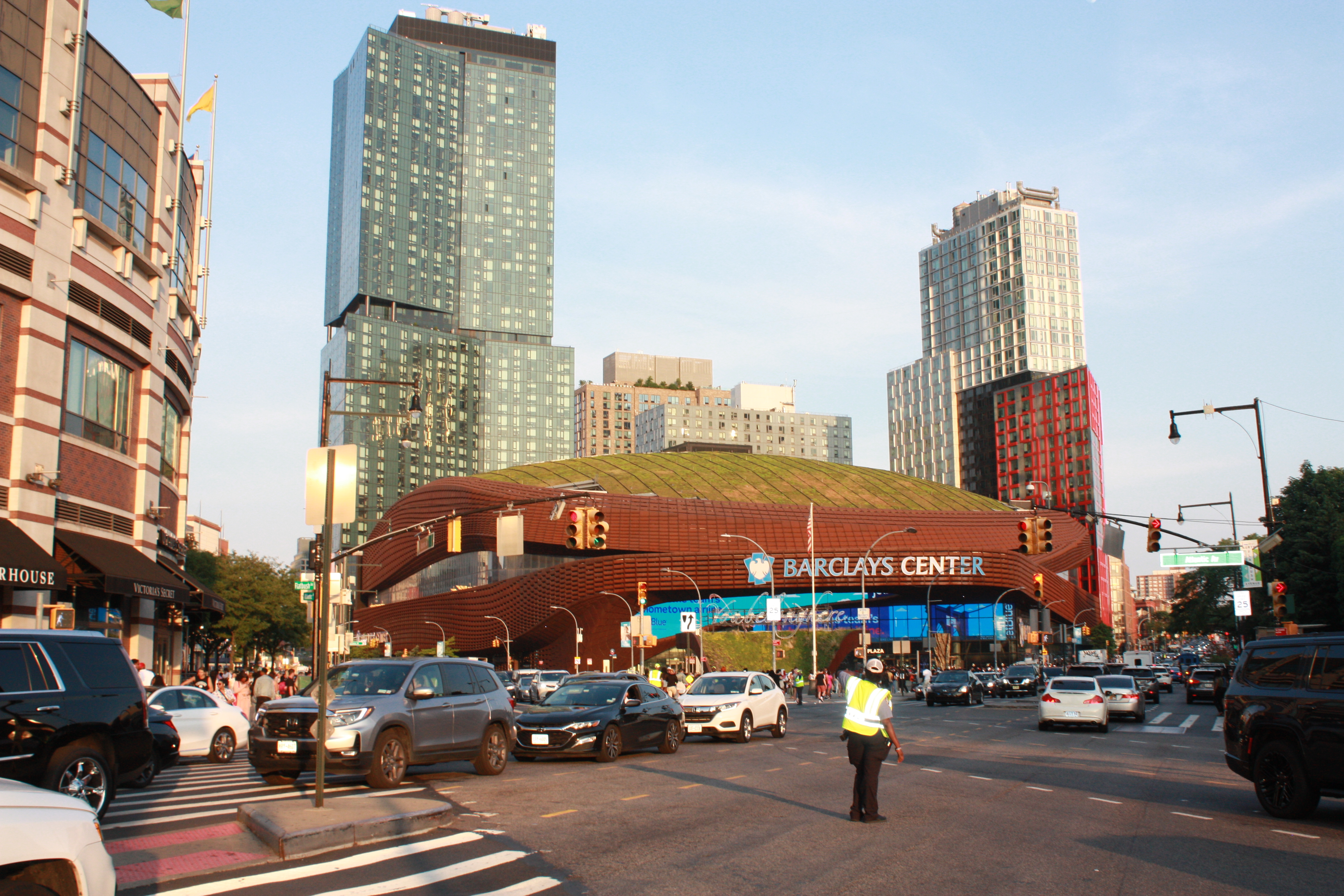
Brooklyn Crossing (links hinten), Barclays Center und 461 Dean (rechts)